# 준비된 인생
준비된 인생(A Prepared Life)은 한국에서 제작된 강원석 감독의 2006년 드라마 영화이다. 유창숙 등이 주연으로 출연하였다.

## 출연

### 주연
- 유창숙
- 박정옥
- 황복순

## 제작진
- 조명: 전종민
- 녹음: 송진혁
- 믹싱: 이승엽
- 미술: 이정화